# 哈西大街駅
哈西大街駅（はせいだいがいえき 簡体字中国語:哈西大街站）は、中華人民共和国黒龍江省哈爾濱市南崗区にある駅。

## 利用可能な鉄道路線
- ハルビン地下鉄
  - ハルビン地下鉄3号線

## 歴史
- 2017年1月26日：開業[1]。